# Andrij Stepanow
Andrij Wołodymyrowycz Stepanow, ukr. Андрій Володимирович Степанов (ur. 11 czerwca 1978 roku w Sewastopolu) – ukraiński piłkarz, grający na pozycji obrońca, a wcześniej pomocnika i napastnika.

## Kariera piłkarska

### Kariera klubowa
Wychowanek klubu Wiktorija Sewastopol. Pierwszy trener - Jewhen Rebenkow. W 1997 rozpoczął karierę piłkarską w Czajce Sewastopol. Potem został piłkarzem Tawrii Symferopol. Wiosną 2003 występował na wypożyczeniu w Prykarpattia Iwano-Frankowsk. W sierpniu 2005 został zaproszony przez trenera Witalija Kwarcianego do Wołyni Łuck, Po spadku Wołyni z Wyszczej Lihi wyjechał do Rumunii, gdzie bronił barw klubu Petrolul Ploeszti. Latem 2008 powrócił do Wołyni. Na początku 2009 podpisał kontrakt z PFK Sewastopol. Podczas przerwy zimowej sezonu 2011/12 przeszedł do Zirki Kirowohrad.

### Sukcesy klubowe
- mistrz Pierwszej Lihi Ukrainy: 2010